# Corn da Camp
Il Corn da Camp (o Corno di Campo) è una montagna alta 3.232 m s.l.m. delle Alpi di Livigno, nel Canton Grigioni, in Svizzera. Sul versante nord è presente un ghiacciaio chiamato Vedreit da Camp.